# Wijde Alm

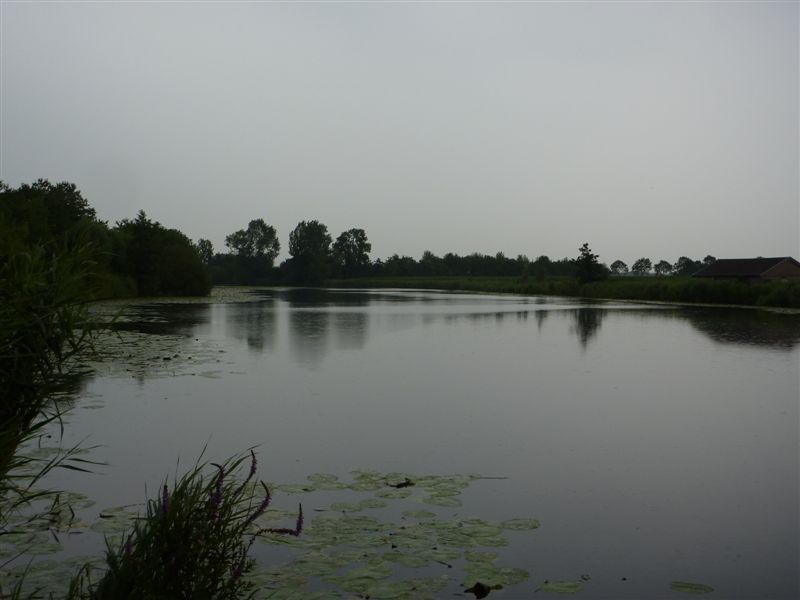
De Wijde Alm

De Wijde Alm is de plaats waar het riviertje de Alm zich, ten westen van Waardhuizen, over een lengte van ongeveer 1 km verwijdt tot ongeveer 40 meter breedte.
Hier ligt een natuurgebied van 6 ha, wat beheerd wordt door Natuurbeschermingsvereniging Altenatuur. Ook is een deel van de oevers van de Alm hier ingericht als ecologische verbindingszone. Daarbij zijn de oevers verbreed en verflauwd. Dotterbloem en pluimzegge komen hier voor. De visstand omvat alver, baars, bittervoorn, karper, kleine modderkruiper, pos, rietvoorn, riviergrondel, snoek en snoekbaars. Van de libellen kan de zeldzame vroege glazenmaker worden genoemd. Broedvogels zijn onder meer matkop, rietgors en kleine karekiet.

## Recreatie
Er loopt een fietspad door en langs het gebied.